# Láska a lidé
Láska a lidé je český film režisérů Vladislava Vančury a Václava Kubáska z roku 1937. Premiéru měl 25. prosince téhož roku.

## Hrají
Karel Beníško, Mirko Eliáš, Marie Glázrová, Božena Šustrová, Jindřich Plachta, Karel Jičínský, Stanislav Neumann, Jaroslav Průcha, Jan W. Speerger, Ladislav Kulhánek, Vladimír Řepa, Karel Veverka, Vlasta Petrovičová, Ota Motyčka, Robert Ford, Ferry Seidl, Václav Mlčkovský, Jaroslav Tryzna, Boleslav Zöllner, Vladimír Smíchovský, Alfred Baštýř, Doďa Pražský, Václav Kubásek, Josef Oliak, Stanislava Strobachová, Miloš Šubrt

## Tvůrci
- Režie: Vladislav Vančura, Václav Kubásek
- Scénář: Vladislav Vančura, Václav Kubásek
- Hudba: Jiří Fiala
- Kamera: Josef Rudolf Zika, Arkadij Osadčij
- Zvuk: František Utěšil